# اریش توپ
اریش توپ (به آلمانی: Erich Topp) (۲ ژوئیه ۱۹۱۴–۲۶ دسامبر ۲۰۰۵) نظامی بلندپایه آلمانی در دوره رایش سوم بود که در کریگس‌مارینه خدمت و در جریان جنگ جهانی دوم چند او-بوت و یک ناوگان او-بوت را فرماندهی کرد. او پس از جنگ به بوندس‌مارینه پیوست و به درجه دریابانی رسید.

## زندگی
اریش توپ روز ۲ ژوئیه سال ۱۹۱۴ در هانوفر زاده شد. سال ۱۹۳۴ به کریگس‌مارینه پیوست. از ۵ ژوئن تا ۳ سپتامبر سال ۱۹۴۰ فرمانده او-۵۷ بود تا این که این او-بوت در اثر برخورد با یک کشتی نروژی غرق شد. در این مدت شش کشتی دشمن را غرق کرد. ماه دسامبر فرماندهی او-۵۵۲ به او سپرده شد. تا ماه اوت سال ۱۹۴۲ با این او-بوت ۲۹ کشتی دیگر دشمن را نیز غرق کرد تا مجموع تناژ قربانیان او به ۱۹۷٬۴۶۰ تن برسد. بدین جهت روز ۱۷ اوت سال ۱۹۴۲ شمشیرها به نشان صلیب شوالیه صلیب آهنین با برگ‌های بلوط او افزوده شد.
او روز ۳۱ اکتبر سال ۱۹۴۱ با غرق کردن ناوشکن آمریکایی روبن جیمز، به عنوان نخستین شناور غرق‌شده ایالات متحده در جنگ، جرقه یک تنش بین‌المللی را زد. تصور می‌شود این حادثه می‌توانست بهانه‌ای برای ورود ایالات متحده به جنگ شود که فعلا این‌گونه نشد. به هر صورت این کشتی جنگی آمریکایی در این حادثه بدون این‌که پرچم کشور خود را حمل کند، در حال محافظت از یک کاروان دریایی بریتانیایی بود و پیش از آن به یک او-بوت دیگر آلمان حمله برده بود. با وجود این که حدود هفتاد سرنشین ناوشکن کشته شدند، بابت این اتفاق هیچگاه اتهام جنایت جنگی به توپ زده نشد.
توپ ماه اکتبر سال ۱۹۴۲ فرماندهی ناوگان بیست و هفتم او-بوت در گوتنهافن در پروس شرقی را بر عهده گرفت. در این جایگاه در توسعه او-بوت نوع ۲۱ نقش داشت. توپ واپسین روزهای جنگ شخصا او-۲۵۱۳ را فرماندهی کرد. با این او-بوت به هورتن در نروژ رفت و آن‌جا تسلیم متفقین غربی شد.
پس از جنگ حرفه ماهیگیری و همچنین معماری را در رماگن پیش گرفت. توپ پس از تشکیل نیروی دریایی آلمان غربی در سال ۱۹۵۵ به آن پیوست و سال ۱۹۶۹ با درجه دریابان بازنشسته شد. دریابان اریش توپ در نهایت روز ۲۶ دسامبر سال ۲۰۰۵ در سن ۹۱ سالگی در زوسن درگذشت.